# Morecambe Football Club
Morecambe Football Club es un equipo de fútbol de Reino Unido con sede en la ciudad de Morecambe en el condado de Lancashire. Ascendió por primera vez a la Football League en 2007, disputa la Conference National desde la temporada 2025-26. Morecambe jugó sus partidos como local en Christie Park entre 1921 y 2010, desde ese año disputa sus encuentros en el Estadio Mazuma.
Fue adquirido por Panjab Warriors el lunes 18 de agosto de 2025.

## Historia
Aunque se sabe que antes de la llegada del siglo XX ya había presencia del fútbol en la ciudad, el Morecambe FC no se creó hasta el 7 de mayo de 1920 tras una reunión de personalidades locales en el West View Hotel. El club entonces fue encuadrado en la Lancashire Combination League para la temporada 1920-1921.
A pesar de compartir los terrenos de juego con el club de cricket local durante la primera temporada, el fútbol resultó popular entre los habitantes de Morecambe y las cercanías llegándose a alcanzar la asistencia de más de 3.000 espectadores en los derbis contra el Lancaster City y el Fleetwood Town. Aunque el éxito dentro de los terrenos de juego fue difícil de conseguir, dado que el club languidecía en los puestos traseros de la tabla clasificatoria, al final de esta primera temporada el Morecambe FC, se trasladó a Roseberry Park. Varios años después, tras la compra de los terrenos por parte del entonces presidente, J.B. Christie, el campo pasó a denominarse Christie Park en honor al emprendedor dirigente. Esas primeras temporadas de vida fueron verdaderamente difíciles en términos de resultados y no fue hasta la 1924-1925 que el club empezó realmente a saborear cierto éxito al conseguir su primer título liguero; este fue luego secundado por el éxito en la Lancashire Junior Cup en la que destronaron a los viejos rivales del Chorley, después de dos desempates y frente a un campo prácticamente lleno con cerca de 30.000 espectadores.
Christie legó los terrenos de juego al club en 1927 e incluso contribuyó a hacer del club una sociedad limitada con un capital, por entonces, de £1.000. Los restantes años de la década de los 20 y el completo de la década de los 30 vio al equipo pasar por dificultades tanto dentro como fuera del campo. Los resultados no llegaban y el público dio la espalda al club, por tanto, perdía una importante fuente de ingresos. 
La era posguerra comenzó con un repunte en la fortuna de los ‘camarones’ gracias a su evolución positiva de resultados a finales de los 40 y casi todo los años 50, con una mejora visible desde el nombramiento de Ken Horton como entrenador/jugador. Fue entonces cuando se pusieron las primeras piedras sobre las que se cimentarían los éxitos del club que llegarían en años venideros. El club comenzó a tener sus primeros grupos de aficionados que contribuyeron con su ayuda a la mejora del terreno de juego. La época dorada del Morecambe se inicia en el 1960 y dura alrededor de 14 años. Entre los mayores logros destacan la tercera ronda de la FA Cup en la temporada 1961-1962 en la que el club perdió 1-0 contra Weymouth; una victoria en la Lancashire Senior Cup contra el Burnley por 2-1 en 1968; y un triunfo 2-1 en la final de la FA Trophy disputada ante el Dartford en Wembley en 1974.
Los próximos 12 años fueron tan estériles como cualquier otro período en la historia del club y con la posible desaparición del club acechando a cada momento. La asistencia de público cayó de cerca de 2.000 a menos de 200 contribuyendo a mermar el espíritu del equipo y sus resultados; sin embargo, en 1985-86 aparecieron nuevos signos de mejora: la posición del Morecambe FC en la liga era positiva y las buenas actuaciones coperas del club en los años venideros llenaron de optimismo tanto a los dirigentes como a los aficionados.
Fueron necesarios diez años de continua mejora dentro y fuera del campo para que el club consiguiera una de sus mayores ambiciones como era la promoción a la Football Conference.
Desde su ascenso a la Conference en la temporada 1995-1996, los ‘Camarones’ han consolidado su estatus de ser uno de los clubes a batir cada año. De hecho, únicamente Woking tiene una trayectoria de más años consecutivos en la categoría actualmente. En una ocasión el club finalizó subcampeón y los puestos de promoción se le escaparon por muy poco al Morecambe en otras dos temporadas. Además, durante este periodo el club consiguió igualar su mejor cualificación en la FA Cup en las temporadas 2000-01 y 2002-03. En ambas ocasiones el Morecambe se enfrentó al Ipswich Town perdiendo 3-0 y 4-0 respectivamente. Morecambe también derrotó a varios clubes de renombre durante su andadura en la FA Cup antes de toparse con el Ipswich como el Cambridge United en la 2000-01 y el Chesterfield en la 2002-03. En la temporada 2005-2006 Morecambe alcanzó los puestos que dan derecho a la promoción pero no consiguieron finalmente el ascenso al caer 4-3 en el global de su eliminatoria con el Hereford United.
En noviembre de 2005 Jim Harvey, entrenador local, sufrió un ataque al corazón durante la disputa de un partido contra el Cambridge United en el estadio Christie Park. Rápidamente el club decidió nombrar a Sammy McIlroy, quien guardaba una larga amistad con el accidentado, como entrenador interino. Después de los tres meses previstos como interino McIlroy continuó hasta los últimos compases de la temporada cuando se esperaba el retorno de Harvey. No obstante, en el primer partido de Harvey tras su recuperación este fue destituido. El club recurrió de nuevo a McIlroy quien tomó las riendas del Morecambe junto a Mark Lillis. Este hecho causó una fractura en la amistad que ambos entrenadores tenían y es algo que continúa hasta el día de hoy. 
El Morecambe consiguió el ascenso a la Football League por primera vez en su historia tras ganar el playoff final de la Conference en el que derrotó al Exeter City por 2-1 en Wembley. El encuentro, disputado el 20 de mayo de 2007 fue seguido desde las gradas por alrededor de 40.000 fans, muchos de los cuales estuvieron también presenciando la victoriosa semifinal ante el York City.
El 17 de julio de 2007 el Morecambe anunció sus planes de construcción de un nuevo estadio con visos a trasladarse allí para el inicio de la temporada 2009-10. Los trabajos no comenzaron a desarrollarse, sin embargo, hasta primavera de 2009 por lo que las previsiones iniciales no pudieron cumplirse. Los nuevos planes hablaban de la finalización de las obras en la primavera de 2010.
Morecambe jugó su primer partido en la Football League contra el Barnet en Christie Park en agosto de 2007. El encuentro finalizó 0-0 asegurando al club sus primeros puntos en la categoría. El 14 de agosto el Morecambe jugó su primer partido en la League Cup y logró una sorprendente victoria 2-1 ante sus vecinos del Preston North End en Deepdale. Jim Bentley y David Artell fueron los autores de los tantos ese día. La alegría fue mayor cuando los ‘Camarones’ sumaron una meritoria victoria 3-1 ante Wolverhampton Wanderers el 28 de agosto que les sirvió para avanzar a la tercera ronda de la competición copera en la cual se enfrentaron a un tercer equipo de la Championship de forma consecutiva, el Sheffield United. No hubo suerte esta vez y el Morecambe fue barrido y eliminado con un resultado de 5-0. El club finalizó su primera temporada en la League Two en undécimo lugar con 60 puntos. La misma clasificación se consiguió en la temporada 2008/2009, aunque en este caso con 63 puntos.
La temporada 2009/2010 fue la última campaña del Morecambe en Christie Park. La gesta inicial de finalizar cuartos y clasificar para la promoción de ascenso no fue completa al ser eliminados por el Dagenham & Redbridge por un global de 7-2. El 10 de agosto de 2010, Morecambe jugó su primer partido en su nuevo estadio el Globe Arena contra un equipo de la Championship, el Coventry, en encuentro oficial de primera ronda de la League Cup. Morecambe venció 2-0 merced a dos tantos de Andy Fleming. Tras deshacerse del Coventry el Morecambe se las vio con el Burnley en el que era un derby de Lancashire. El partido finalizó con victoria 3-1 para el Burnley. El lunes 9 de mayo el entrenador del Morecambe Sammy McIlroy abandonó el club de mutuo consentimiento con la directiva después de cinco años en el banquillo. El presidente del club Peter McGuigan elogió el trabajo realizado por McIlroy y su segundo Mark Lillis y describió al técnico como el mejor que haya tenido jamás el Morecambe. El 13 de mayo de 2011, justo 4 días después de la marcha de McIlroy la directiva anunció que Jim Bentley, exjugador del club, iba a tomar las riendas del equipo con un contrato de 2 años.
El 31 de mayo de 2021, Morecambe vence en el play-off de ascenso al Newport County por 1 a 0. Consiguiendo el ascenso a League One por primera vez en su historia. Tras dos temporadas descendió a la League Two.
Jugará la National League en la temporada 2025-26.

## Entrenadores
- Jimmy Milne (1947–1948)[11]
- Albert Dainty (1955–1956)[12]
- Ken Horton (jugador-entrenador- 1956/1956–1961)[13]
- Joe Dunn (1961–1963)[14]
- Geoff Twentyman (jugador-entrenador- 1964–1965)[15]
- Ken Waterhouse (jugador-entrenador- 1965/1965–1969)[14][16]
- Ronnie Clayton (1969–1970)[17]
- Gerry Irving y  Ronnie Mitchell (interino- 1970)[18]
- Ken Waterhouse (1970–1972)[16]
- Dave Roberts (1972–1975)[19]
- Johnny Johnson (jugador-entrenador- marzo de 1976–1977)[20]
- Tommy Ferber (interino- 1977/junio de 1977–febrero de 1978)[21]
- Mick Hogarth (febrero de 1978–octubre de 1979)[22]
- Don Cubbage (1979–1981)[23]
- Jim Thompson (1981)[24]
- Les Rigby (1981–enero de 1984)[25]
- Sean Gallagher (intrino- enero de 1984–abril de 9184/abril de 1984–febrero de 1985)[26]
- Joe Wojciechowicz (1985–1988)[27]
- Eric Whalley (1988)[28]
- Billy Wright (interino- 1988/1988–1989)[29]
- Lawrie Milligan (abril de 1989–noviembre de 1989)[30]
- Bryan Griffiths (diciembre de 1989–diciembre de 1993)[31]
- Leighton James (enero de 1994–junio de 1994)[32]
- Jim Harvey (junio de 1994–mayo de 2006)[33]
  -  Sammy McIlroy (interino- noviembre de 2005–mayo de 2006)[33]
- Sammy McIlroy (2005–mayo de 2011)[33][34]
- Jim Bentley (mayo de 2011–octubre de 2019)[35][36]
- Kevin Ellison y  Barry Roche (interino- 2019)
- Derek Adams (noviembre de 2019–junio de 2021)[37][38]
- Stephen Robinson (junio de 2021–febrero de 2022)[39]
- Barry Roche (interino- febrero de 2022)[39]
- Derek Adams (febrero de 2022–agosto de 2025)[40]

## Mascota
La mascota del Morecambe es 'Christie' el gato que debe su nombre a la denominación del antiguo estadio del club, Christie Park. Entre otros momentos anecdóticos de la mascota se recordará el altercado que tuvo con el portero del Dagenham & Redbridge Tony Roberts por el que el animador resultó expulsado del campo, incluso aunque no fuera él quien provocara la refriega.

## Palmarés
| Competición nacional         | Títulos                                     | Subcampeonatos |
| ---------------------------- | ------------------------------------------- | -------------- |
| FA Trophy (1/0)              | 1973–74                                     |                |
| Lancashire Combination (5/0) | 1924–25, 1961–62, 1962–63, 1966–67, 1967–68 |                |
| Conference League Cup (1/0)  | 1997–98                                     |                |
| Conference National (0/1)    |                                             | 2002–03        |